# Узвичник-упитник (знак)
Узвичник-упитник (такође познат као ‽, ?! или !?) представља знак којим се означава упитна реченица изненадног или бесног осећања.

## Значење
Реченица која се завршава овим знаком поставља питање на узбуђен начин, те изражава неверицу у облику питања или поставља реторичко питање.

### Примери
- Стварно је то урадио?!
- Јеси ли чуо ово?!
- Да ли се шалиш?!
- Какав је то начин?!

Писци који користе неформални језик могу користити неколико наизменичних упитника и узвичника за још већи нагласак, али то се сматра лошим стилом у формалном писању.